# Distaplia durbanensis
Distaplia durbanensis är en sjöpungsart som beskrevs av C.S. Millar 1964. Distaplia durbanensis ingår i släktet Distaplia och familjen Holozoidae. Inga underarter finns listade i Catalogue of Life.